# Noboru Andō
Noboru Andō (安藤昇, Andō Noboru) est un acteur japonais né le 24 mai 1926 et mort le 16 décembre 2015, d'une pneumonie.

## Biographie
Noboru Andō a tourné dans 60 films entre 1965 et 2002.

## Filmographie partielle
- 1965 : Chi to okite (血と掟?) de Namio Yuasa (ja)
- 1965 : Ya sagure no okite (やさぐれの掟?) de Namio Yuasa
- 1965 : Tōbō to okite (逃亡と掟?) de Namio Yuasa
- 1966 : Bōkyō to okite (望郷と掟?) de Yoshitarō Nomura
- 1966 : Honō to okite (炎と掟?) d'Umetsugu Inoue
- 1966 : Délit de faciès (男の顔は履歴書, Otoko no kao wa rirekisho?) de Tai Katō
- 1966 : Ahendaichi jigokubutai totsugekseyo (阿片台地 地獄部隊突撃せよ?) de Tai Katō
- 1966 : Le Visage d'un homme est un atout (男の顔は切札, Otoko no kao wa kirifuda?) de Masahiro Makino
- 1967 : Hakuchū no zansatsu (白昼の惨殺?) de Meijirō Umetsu (ja)
- 1967 : Kyōkaku-dō (侠客道?) de Norifumi Suzuki
- 1967 : Gyangu no teiō (ギャングの帝王?) de Yasuo Furuhata
- 1967 : Abashiri bangaichi: Fubuki no toso (網走番外地 吹雪の斗争?) de Teruo Ishii : Todoroki
- 1967 : Zoku soshiki bōryoku (続組織暴力?) de Jun'ya Satō : Kenji Kunisaki
- 1967 : Nihon ānkokushi: Chii no koso (日本暗黒史 血の抗争?) d'Eiichi Kudō
- 1968 : Nihon ānkokushi: Nasake muyō (日本暗黒史 情無用?) d'Eiichi Kudō
- 1968 : Tarekomi (密告?) de Masaharu Segawa
- 1969 : Soshiki boryoku: kyodai sakazuki (組織暴力 兄弟盃?) de Jun'ya Satō
- 1969 : Le Caïd de Yokohama (日本暴力団 組長, Nihon boryoku-dan: Kumicho?) de Kinji Fukasaku
- 1971 : Guerre des gangs à Okinawa (博徒外人部隊, Bakuto gaijin butai?) de Kinji Fukasaku
- 1971 : Les Loups (出所祝い, Shussho Iwai?) de Hideo Gosha : Gunjiro Ozeki
- 1971 : Shin Abashiri bangaichi: Arashi yobu danpu jingi (新網走番外地 嵐呼ぶダンプ仁義?) de Yasuo Furuhata
- 1971 : Chōeki Tarō: Mamushi no kyōdai (懲役太郎 まむしの兄弟?) de Sadao Nakajima
- 1971 : Shin Abashiri bangaichi: Fubuki no dai-dassou (新網走番外地 吹雪の大脱走?) de Yasuo Furuhata
- 1972 : Gyangu tai gyangu: aka to kuro no burusu (ギャング対ギャング 赤と黒のブルース?) de Jun'ya Satō
- 1972 : Okita le pourfendeur : Yakuza moderne (現代やくざ 人斬り与太, Gendai yakuza: hito-kiri yota?) de Kinji Fukasaku : Boss Yato
- 1972 : Yakuza to kōsō (やくざと抗争?) de Jun'ya Satō
- 1973 : Yakuza to kōsō: Jitsuroku Andō-gumi (やくざと抗争 実録安藤組?) de Jun'ya Satō
- 1973 : Jitsuroku: Shisetsu Ginza keisatsu (実録 私設銀座警察?) de Jun'ya Satō
- 1973 : Gendai ninkyō-shi (現代任侠史?) de Teruo Ishii : Mitsuo Kurata
- 1973 : Jitsuroku Andō-gumi: Shūgeki-hen (実録安藤組 襲撃篇?) de Jun'ya Satō
- 1974 : Quartier violent (暴力街, Bōryoku gai?) de Hideo Gosha : Egawa
- 1974 : San-daime shumei (三代目襲名?) de Shigehiro Ozawa
- 1974 : Andō-gumi gaiden: hitokiri shatei (安藤組外伝 人斬り舎弟?) de Sadao Nakajima
- 1974 : Nouveau combat sans code d'honneur (新仁義なき戦い, Shin jingi naki tatakai?) de Kinji Fukasaku
- 1975 : Le Cimetière de la morale (仁義の墓場, Jingi no hakaba?) de Kinji Fukasaku
- 1976 : Andō Noboru no waga tōbō to sex no kiroku (安藤昇のわが逃亡とＳＥＸの記録?) de Noboru Tanaka
- 1979 : Sochō no kubi (総長の首?) de Sadao Nakajima : Shozo Hanamori